# Schlichtzelle
Bei einer Schlichtzelle handelt es sich um einen Haftraum, dessen Inventar fest mit Zellenwand und/oder -boden verbunden ist. Im Falle randalierender Gefangener oder der Ankündigung, in der Zelle Gewalt gegen Sachen ausüben zu wollen, ist es zur Abwendung der daraus resultierenden Gefahren in der Regel ausreichend, den Gefangenen in eine Schlichtzelle zu verbringen. Im Strafvollzug handelt es sich bei der Unterbringung in einer Schlichtzelle um eine besondere Sicherungsmaßnahme nach § 88 Abs. 2 Nr. 1 und Nr. 5 Strafvollzugsgesetz, die von der Anstaltsleitung der Justizvollzugsanstalt angeordnet wird.
Die Gewahrsamszellen der Polizei sind in Deutschland grundsätzlich als Schlichtzelle ausgestattet.